# Eumenes piriformis
Eumenes piriformis är en stekelart som beskrevs av Henri Saussure 1862. Eumenes piriformis ingår i släktet krukmakargetingar, och familjen Eumenidae. Inga underarter finns listade i Catalogue of Life.